# Леокадія Діржінськайте-Пілюшенко
Леокадія Юозовна Діржінскайте-Пілюшенко (20 січня 1921, Анчлаукіс, Вілкавішкіський район — 2008, Вільнюс) — радянська партійна і державна діячка, міністр закордонних справ (1961—1976). Заступник голови Президії Верховної Ради Литовської РСР (1976—1985).

## Життєпис
Під час першої окупації Литви Радянським Союзом (1940—1941) працювала секретаркою місцевого виконавчого комітету. У 1941—1951 роках працювала в литовському комсомолі. У 1950 році вступила в КПРС. Через рік закінчила навчання у Вищій партійній школі при ЦК КПРС в Москві.
У 1951 році вона займала посаду інструктора Шяуляйського обласного комітету КП Литви. Через два роки була секретарем Шяуляйського міськкому партії, а пізніше виконувала обов'язки 1-го секретаря. У 1960 році була призначена першою жінкою-заступником прем'єр-міністра Литовської РСР. Рік по тому прийняла посаду міністра закордонних справ, який займала до 1976 року.
У 1962 році була депутатом Верховної Ради СРСР, де працювала до 1966.
У 1976 1985 рр. — заступник Президії Верховної Ради Литовської РСР.